# その顔が見てみたい
『その顔が見てみたい』（そのかおがみてみたい）は、フジテレビ系列で2010年10月28日（27日深夜）から2012年2月3日まで放送されていたバラエティ番組。

## 概要
「皆が見てみたい!」と思う世の中の気になる顔をどんどん見せたり、あの有名人の意外な素顔や誰もが見たくなる「美人○○」など顔をテーマにした番組。
2011年1月5日（水曜日）12:00 - 13:00（JST）には、番組初となる全国ネットで正月スペシャルが放送された。
数回の特番を経てレギュラー化されて、2010年10月28日から2011年3月24日までは毎週木曜日 0:45 - 1:10（水曜日深夜、JST）に放送されていた。
そして、深夜0時台から深夜23時台へ昇格されて、2011年4月5日から6月28日までは毎週火曜日 23:00 - 23:30（『バラパラ』枠、JST）に放送されていた。雨上がり決死隊がフジテレビの全国ネットでレギュラー番組を持つことは『ワンナイR&R』以来5年半ぶりとなる。
さらに、3ヶ月後には深夜23時台からゴールデンタイム・プライムタイムへ昇格されて、2011年7月8日から2012年2月3日までは毎週金曜日 19:57 - 20:54（JST）に放送されていた。なお、金曜20時台であっても北海道文化放送など野球中継の組まれている局は後日放送することもある。
ゴールデン移行後は平均視聴率が9%台と、2ケタに届かず低迷したことや、2012年4月13日から金曜20時台に『奥の深道〜同類くんの旅〜』が放送されることになったことや、同年2月10日以降、2012年世界フィギュアスケート選手権の中継や、19時台で放送されている『ペケ×ポン』の拡大スペシャルなどが編成されたため、本番組は同年2月3日の放送をもって最終回を迎えて、約1年半のレギュラー放送の歴史に幕を下ろした。
ゴールデンの放送期間は3クール=9ヵ月間の扱いであるが、バレーボールワールドカップ中継や、前述のフィギュアスケート、ペケ×ポンの拡大スペシャルなどで放送を休止した週が多かったため、放送回数は実質1クール並みの14回でしかなかった。
2月3日放送以後は関東ローカルなど一部地域で放送され、その後、2月4日（2月5日未明）に「鎌倉絶品グルメでウマ顔SP」（1時間）、3月2日（3月3日未明）に「房総ロケ完全版SP」（2時間）、3月9日（3月10日未明）に「箱根ロケ完全版SP パート1」（1時間）が放送され、3月10日（3月11日未明）の「箱根ロケ完全版SP パート2」（1時間）を最後に終了となった。

## 番組の流れ

### 水曜深夜時代（前期）
まずはわくわくVTRを鑑賞し、宮迫が手元にある「わくわくレバー」を使い、わくわく度を5段階で表示。宮迫が5段階目までレバーを上げきるとVTRが再開する。しかし、4段階目まで上げたところでなぜかゲスト芸人にモノマネや一発ギャグを要求し、ネタをやらせた後に5段階目まで上げきる流れが定番化していた。（宮迫が誤って最初から5段階目まで上げてしまった場合も強制的にVTRが再開してしまう。）

### 水曜深夜時代（後期）
宮迫とゲストは事前に「わくわくチェッカー」を左手の人差し指に装着。わくわくVTRを鑑賞した後に「わくわく度」を測定。最もわくわく度が低かった人を宮迫が発表し、その人は番組ロゴの覆面を被ったレスラーに強制連行され、スタジオの外に追い出されるため、VTRを観ることができない。この制度が導入されたことにより、前期の“ゲスト芸人にネタをやらせる”という流れが無くなったため、わくわくレバーも単なるお飾りとなった。

### 火曜深夜時代
「わくわくチェッカー」がグローブに変更された。水曜深夜時代（後期）同様に、わくわくVTRを鑑賞した直後にわくわく度を測定し、番組基準値の100に満たしていなかった人は椅子ごと後部に引っ張られ強制退場となる（もちろん後半のVTRやパフォーマンスを鑑賞することはできない）。ただし、全員がわくわく度の数値が100を超えていた場合はそのまま全員が後半のVTRやパフォーマンスを観ることができる。また、宮迫の手前にあったわくわくレバーが廃止され、代わりにVTRを再開するためのボタンに変更された。

### 金曜ゴールデン時代
「わくわくチェッカー」がブレスレットに再変更された。火曜深夜時代同様に、わくわくVTRを鑑賞した直後にわくわく度を測定し、番組基準値の100に満たしていなかった人は椅子ごと後部に引っ張られ強制退場となる（もちろん後半のVTRやパフォーマンスを鑑賞することはできない）。コンビで同席の場合はどちらか1人のわくわく度を測定し、基準値の100を満たしていなければ2人揃って退場となる。また、グルメ企画ではVTRに出てきた料理をスタジオで試食することができるが、その企画で退場した場合は料理も没収となる。宮迫が退場した場合は代わりに蛍原がボタンを押してVTRが再開する。

## 出演者

### 司会
- 雨上がり決死隊
  - 宮迫博之
  - 蛍原徹
- 中野美奈子[7]（当時フジテレビアナウンサー）

### レギュラー
- 有吉弘行[7]
- 三宅健（V6）[8][9]
- 横山裕（関ジャニ∞）

### コーナー出演
- ササキりな

## ネット局

### 番組開始から2011年3月まで
| 放送対象地域 | 放送局                    | 系列           | 放送日時                     | 放送期間                       | 備考   |
| ------------ | ------------------------- | -------------- | ---------------------------- | ------------------------------ | ------ |
| 関東広域圏   | フジテレビ（CX）          | フジテレビ系列 | 木曜 0:45 - 1:10（水曜深夜） | 2010年10月28日 - 2011年3月24日 | 制作局 |
| 北海道       | 北海道文化放送（uhb）     | フジテレビ系列 | 水曜 0:50 - 1:15（火曜深夜） | 2010年11月10日 - 2011年4月13日 |        |
| 岩手県       | 岩手めんこいテレビ（mit） | フジテレビ系列 | 火曜 0:45 - 1:10（月曜深夜） | 2010年11月9日 - 2011年4月12日  |        |
| 宮城県       | 仙台放送（OX）            | フジテレビ系列 | 木曜 0:45 - 1:10（水曜深夜） | 2010年10月28日 - 2011年3月17日 |        |
| 秋田県       | 秋田テレビ（AKT）         | フジテレビ系列 | 土曜 1:50 - 2:15（金曜深夜） | 2010年12月4日 - 2011年4月30日  |        |
| 山形県       | さくらんぼテレビ（SAY）   | フジテレビ系列 | 火曜 0:35 - 1:00（月曜深夜） | 2010年11月16日 - 2011年4月19日 |        |
| 福島県       | 福島テレビ（FTV）         | フジテレビ系列 | 木曜 0:39 - 1:04（水曜深夜） | 2010年11月18日 - 2011年4月28日 |        |
| 新潟県       | 新潟総合テレビ（NST）     | フジテレビ系列 | 金曜 0:35 - 1:00（木曜深夜） | 2010年11月5日 - 2011年4月1日   |        |
| 長野県       | 長野放送（NBS）           | フジテレビ系列 | 水曜 0:45 - 1:10（火曜深夜） | 2010年11月10日 - 2011年4月13日 |        |
| 富山県       | 富山テレビ（BBT）         | フジテレビ系列 | 水曜 1:40 - 2:05（火曜深夜） | 2010年11月10日 - 2011年4月13日 |        |
| 福井県       | 福井テレビ（FTB）         | フジテレビ系列 | 金曜 0:40 - 1:05（木曜深夜） | 2010年11月19日 - 2011年4月26日 |        |
| 静岡県       | テレビ静岡（SUT）         | フジテレビ系列 | 水曜 0:35 - 1:05（火曜深夜） | 2010年11月17日 - 2011年4月30日 |        |
| 中京広域圏   | 東海テレビ（THK）         | フジテレビ系列 | 火曜 1:21 - 1:51（月曜深夜） | 2010年11月8日 - 2011年4月13日  |        |
| 近畿広域圏   | 関西テレビ（KTV）         | フジテレビ系列 | 火曜 1:05 - 1:30（月曜深夜） | 2010年11月2日 - 2011年4月5日   |        |
| 広島県       | テレビ新広島（TSS）       | フジテレビ系列 | 木曜 0:35 - 1:00（水曜深夜） | 2010年11月4日 - 2011年3月31日  |        |
| 愛媛県       | テレビ愛媛（EBC）         | フジテレビ系列 | 木曜 1:05 - 1:30（水曜深夜） | 2010年12月9日 - 2011年4月14日  |        |
| 高知県       | 高知さんさんテレビ（KSS） | フジテレビ系列 | 金曜 1:10 - 1:35（木曜深夜） | 2011年1月7日 - 2011年4月20日   |        |
| 福岡県       | テレビ西日本（TNC）       | フジテレビ系列 | 木曜 0:35 - 1:00（水曜深夜） | 2010年11月4日 - 2011年3月31日  |        |
| 長崎県       | テレビ長崎（KTN）         | フジテレビ系列 | 土曜 1:05 - 1:30（金曜深夜） | 2010年11月20日 - 2011年4月23日 |        |
| 熊本県       | テレビくまもと（TKU）     | フジテレビ系列 | 木曜 0:35 - 1:05（水曜深夜） | 2010年11月4日 - 2011年3月301日 |        |
| 沖縄県       | 沖縄テレビ（OTV）         | フジテレビ系列 | 火曜 0:43 - 1:08（月曜深夜） | 2010年11月23日 - 2011年4月26日 |        |

### 2011年4月から6月まで
| 放送対象地域   | 放送局                   | 系列                          | 放送日時                     | 備考         |
| -------------- | ------------------------ | ----------------------------- | ---------------------------- | ------------ |
| 関東広域圏     | フジテレビ (CX)          | フジテレビ系列                | 火曜 23:00 - 23:30           | 制作局       |
| 北海道         | 北海道文化放送 (UHB)     | フジテレビ系列                | 火曜 23:00 - 23:30           | 同時ネット   |
| 岩手県         | 岩手めんこいテレビ (MIT) | フジテレビ系列                | 火曜 23:00 - 23:30           | 同時ネット   |
| 宮城県         | 仙台放送 (OX)            | フジテレビ系列                | 火曜 23:00 - 23:30           | 同時ネット   |
| 秋田県         | 秋田テレビ (AKT)         | フジテレビ系列                | 火曜 23:00 - 23:30           | 同時ネット   |
| 山形県         | さくらんぼテレビ (SAY)   | フジテレビ系列                | 火曜 23:00 - 23:30           | 同時ネット   |
| 福島県         | 福島テレビ (FTV)         | フジテレビ系列                | 火曜 23:00 - 23:30           | 同時ネット   |
| 新潟県         | 新潟総合テレビ (NST)     | フジテレビ系列                | 火曜 23:00 - 23:30           | 同時ネット   |
| 長野県         | 長野放送 (NBS)           | フジテレビ系列                | 火曜 23:00 - 23:30           | 同時ネット   |
| 富山県         | 富山テレビ (BBT)         | フジテレビ系列                | 火曜 23:00 - 23:30           | 同時ネット   |
| 石川県         | 石川テレビ (ITC)         | フジテレビ系列                | 火曜 23:00 - 23:30           | 同時ネット   |
| 福井県         | 福井テレビ (FTB)         | フジテレビ系列                | 火曜 23:00 - 23:30           | 同時ネット   |
| 静岡県         | テレビ静岡 (SUT)         | フジテレビ系列                | 火曜 23:00 - 23:30           | 同時ネット   |
| 中京広域圏     | 東海テレビ (THK)         | フジテレビ系列                | 火曜 23:00 - 23:30           | 同時ネット   |
| 近畿広域圏     | 関西テレビ (KTV)         | フジテレビ系列                | 火曜 23:00 - 23:30           | 同時ネット   |
| 島根県・鳥取県 | 山陰中央テレビ (TSK)     | フジテレビ系列                | 火曜 23:00 - 23:30           | 同時ネット   |
| 岡山県・香川県 | 岡山放送 (OHK)           | フジテレビ系列                | 火曜 23:00 - 23:30           | 同時ネット   |
| 広島県         | テレビ新広島 (TSS)       | フジテレビ系列                | 火曜 23:00 - 23:30           | 同時ネット   |
| 愛媛県         | テレビ愛媛 (EBC)         | フジテレビ系列                | 火曜 23:00 - 23:30           | 同時ネット   |
| 高知県         | 高知さんさんテレビ (KSS) | フジテレビ系列                | 火曜 23:00 - 23:30           | 同時ネット   |
| 福岡県         | テレビ西日本 (TNC)       | フジテレビ系列                | 火曜 23:00 - 23:30           | 同時ネット   |
| 佐賀県         | サガテレビ (STS)         | フジテレビ系列                | 火曜 23:00 - 23:30           | 同時ネット   |
| 長崎県         | テレビ長崎 (KTN)         | フジテレビ系列                | 火曜 23:00 - 23:30           | 同時ネット   |
| 熊本県         | テレビくまもと (TKU)     | フジテレビ系列                | 火曜 23:00 - 23:30           | 同時ネット   |
| 鹿児島県       | 鹿児島テレビ (KTS)       | フジテレビ系列                | 火曜 23:00 - 23:30           | 同時ネット   |
| 沖縄県         | 沖縄テレビ (OTV)         | フジテレビ系列                | 火曜 23:00 - 23:30           | 同時ネット   |
| 大分県         | テレビ大分 (TOS)         | 日本テレビ系列 フジテレビ系列 | 木曜 9:55 - 10:25            | 遅れ日数不明 |
| 青森県         | 青森テレビ (ATV)         | TBS系列                       | 火曜 0:25 - 0:55（月曜深夜） | 遅れ日数不明 |

### 2011年7月から番組終了まで
同時ネットであっても、野球中継などで土曜か日曜の昼に振り替え放送される場合もある。
| 放送対象地域   | 放送局                   | 系列                                         | 放送日時           | 備考         |
| -------------- | ------------------------ | -------------------------------------------- | ------------------ | ------------ |
| 関東広域圏     | フジテレビ (CX)          | フジテレビ系列                               | 金曜 19:57 - 20:54 | 制作局       |
| 北海道         | 北海道文化放送 (UHB)     | フジテレビ系列                               | 金曜 19:57 - 20:54 | 同時ネット   |
| 岩手県         | 岩手めんこいテレビ (MIT) | フジテレビ系列                               | 金曜 19:57 - 20:54 | 同時ネット   |
| 宮城県         | 仙台放送 (OX)            | フジテレビ系列                               | 金曜 19:57 - 20:54 | 同時ネット   |
| 秋田県         | 秋田テレビ (AKT)         | フジテレビ系列                               | 金曜 19:57 - 20:54 | 同時ネット   |
| 山形県         | さくらんぼテレビ (SAY)   | フジテレビ系列                               | 金曜 19:57 - 20:54 | 同時ネット   |
| 福島県         | 福島テレビ (FTV)         | フジテレビ系列                               | 金曜 19:57 - 20:54 | 同時ネット   |
| 新潟県         | 新潟総合テレビ (NST)     | フジテレビ系列                               | 金曜 19:57 - 20:54 | 同時ネット   |
| 長野県         | 長野放送 (NBS)           | フジテレビ系列                               | 金曜 19:57 - 20:54 | 同時ネット   |
| 富山県         | 富山テレビ (BBT)         | フジテレビ系列                               | 金曜 19:57 - 20:54 | 同時ネット   |
| 石川県         | 石川テレビ (ITC)         | フジテレビ系列                               | 金曜 19:57 - 20:54 | 同時ネット   |
| 福井県         | 福井テレビ (FTB)         | フジテレビ系列                               | 金曜 19:57 - 20:54 | 同時ネット   |
| 静岡県         | テレビ静岡 (SUT)         | フジテレビ系列                               | 金曜 19:57 - 20:54 | 同時ネット   |
| 中京広域圏     | 東海テレビ (THK)         | フジテレビ系列                               | 金曜 19:57 - 20:54 | 同時ネット   |
| 近畿広域圏     | 関西テレビ (KTV)         | フジテレビ系列                               | 金曜 19:57 - 20:54 | 同時ネット   |
| 島根県・鳥取県 | 山陰中央テレビ (TSK)     | フジテレビ系列                               | 金曜 19:57 - 20:54 | 同時ネット   |
| 岡山県・香川県 | 岡山放送 (OHK)           | フジテレビ系列                               | 金曜 19:57 - 20:54 | 同時ネット   |
| 広島県         | テレビ新広島 (TSS)       | フジテレビ系列                               | 金曜 19:57 - 20:54 | 同時ネット   |
| 愛媛県         | テレビ愛媛 (EBC)         | フジテレビ系列                               | 金曜 19:57 - 20:54 | 同時ネット   |
| 高知県         | 高知さんさんテレビ (KSS) | フジテレビ系列                               | 金曜 19:57 - 20:54 | 同時ネット   |
| 福岡県         | テレビ西日本 (TNC)       | フジテレビ系列                               | 金曜 19:57 - 20:54 | 同時ネット   |
| 佐賀県         | サガテレビ (STS)         | フジテレビ系列                               | 金曜 19:57 - 20:54 | 同時ネット   |
| 長崎県         | テレビ長崎 (KTN)         | フジテレビ系列                               | 金曜 19:57 - 20:54 | 同時ネット   |
| 熊本県         | テレビくまもと (TKU)     | フジテレビ系列                               | 金曜 19:57 - 20:54 | 同時ネット   |
| 大分県         | テレビ大分 (TOS)         | 日本テレビ系列 フジテレビ系列                | 金曜 19:57 - 20:54 | 同時ネット   |
| 鹿児島県       | 鹿児島テレビ (KTS)       | フジテレビ系列                               | 金曜 19:57 - 20:54 | 同時ネット   |
| 沖縄県         | 沖縄テレビ (OTV)         | フジテレビ系列                               | 金曜 19:57 - 20:54 | 同時ネット   |
| 宮崎県         | テレビ宮崎 (UMK)         | フジテレビ系列 日本テレビ系列 テレビ朝日系列 | 土曜 14:00 - 15:00 | 遅れ日数不明 |

## 主なスタッフ

### ゴールデン以降
- 編成企画：高瀬敦也（フジテレビ）
- ナレーター：赤平大、鈴木まゆ
- 構成：小笠原英樹、堀田延、桝本壮志、山形遼介、椎名基樹、須平敦宣、小幡真弘、山本太蔵、堀江B面、吉田吏志
- TP：辻本豊
- TD：横井甲児
- SW：遠山眞史
- カメラ：千葉譲司
- VE：安田聡
- AUD：高本英慈
- 照明：渡辺啓史
- 美術：橋本昌和
- デザイン：野口陽介
- 美術進行：山口武治
- CG：FUZZHEAD-STUDIO、クロフネフプロタクト
- マルチ：ミジェット
- 音効：若林雄二
- EED：花城卓恭
- MA：小林研人
- TK：矢島由紀子
- 広報：渡辺朱織（フジテレビ）
- リサーチ：大山智香子、川原奈名子、土屋明子、Akira Shimokawa、廣田真寿美
- 協力：八峯テレビ、Zeta、FLT、フジアール、ヌーベルバーグ、Wave、キメラ
- AD：外館商仁、中村隆二、風見裕子、鈴木信義、大石内蔵助、田辺勇人、松尾修一、早坂友久、平田慶子、古沢翔
- AP：矢島真実、高島千春
- 監修：木伏智也（深夜からバラパラまでが演出担当）
- ブレーン：関口哲
- ディレクター：牛嶋創一、菊地泰子、岩本智也、阿多野淳、石原久嗣、高橋公彦、佐々木文恵、安田太地、中山健志、山下謙、金原伸介、大室博一、阿部真哉
- チーフディレクター：白鳥秀明
- 演出：番秀一郎
- プロデューサー：髙松明央、前多由香
- 企画制作：フジテレビ
- 制作著作：いまじん

### 過去のスタッフ
- ナレーター：鈴木省吾（深夜からバラパラまで）、ユキ・ラインハート（同左）
- 照明：和氣義幸（深夜からバラパラまで）
- 美術：安藤典和
- デザイン：きくちまさと
- CG：Vision
- 音効：太田光則
- EED：仲田麻利子
- MA：兒子仁
- 広報：小中ももこ（フジテレビ）
- リサーチ：パンドラ
- 技術協力：テクノマックス
- AD：松下恵、鈴木浩平、浅賀清美、渡辺貴晴、横田真也、福田道子、岸本真由美